# Liomys
A Liomys az emlősök (Mammalia) osztályának rágcsálók (Rodentia) rendjébe, ezen belül a tasakosegér-félék (Heteromyidae) családjába tartozó egykori nem.

## Rendszertani eltérés
A legújabb kutatások szerint, a Heteromys és a Liomys rágcsálónemek egy közös ősre vezethetők vissza, azaz parafiletikus csoportot alkotnak. Így a Liomys-ba tartozó fajok át lettek sorolva a Heteromys-ba.

## Rendszerezés
Korábban ebbe a nembe az alábbi 5 taxon tartozott:
- Liomys adspersus Peters, 1874
- Liomys irroratus Gray, 1868 - típusfaj
- Liomys pictus Thomas, 1893
- Liomys salvini Thomas, 1893
- Liomys spectabilis Genoways, 1971